# Karl Pronhagl
Karl Pronhagl (* 22. Dezember 1961 in Idolsberg) ist ein Offizier des Österreichischen Bundesheeres im Range eines Generalmajors. Er ist seit 2017 der 43. Kommandant der Theresianischen Militärakademie.

## Leben
Karl Pronhagl wurde am 22. Dezember 1961 in Idolsberg geboren und absolvierte nach seiner Matura am Bundesgymnasium und Bundesrealgymnasium Zwettl 1980 und dem Grundwehrdienst als Einjährig-Freiwilliger beim Landwehrstammregiment 33 in Mautern an der Donau die Offiziersausbildung an der Theresianischen Militärakademie in Wiener Neustadt, wo er 1984 zum Leutnant ausgemustert wurde und als Infanterieoffizier zur 4. Ausbildungskompanie des Landwehrstammregiment 33 abkommandiert wurde. Er war hier als Zugskommandant, Ausbildungsoffizier und Stellvertretender Kompaniekommandant tätig.
Von 1985 bis 1991 war er Lehrzugskommandant und Stellvertretender Jahrgangskommandant an der Theresianischen Militärakademie. Es folgte die Verwendung im Sicherungseinsatz an der Staatsgrenze zu Jugoslawien als Ordonnanzoffizier des Kommandanten (Akademikerbataillon).
Von 1991 bis 1994 absolvierte er den 13. Generalstabskurs an der Landesverteidigungsakademie in Wien. Danach war er von 1994 bis 1995 Referent in der
damaligen Führungsabteilung in der Generalstabsgruppe B und verantwortlich für das Panzerabwehrkonzept und für die internationale Stabsübung Trimigant.
Als weitere Funktion folgte die Verwendung als Chef des Stabes der 3. Panzergrenadierbrigade. 1998 bis 2000 besuchte er den Generalstabslehrgang an der Führungsakademie der Bundeswehr in Hamburg. Im Oktober 2000 erfolgte die Versetzung in den Generalstab des Bundesministeriums für Landesverteidigung, er wurde Leiter des Referats Leitungsstab im Generalstab. Am 1. Jänner 2003 erhielt er wieder ein Truppenkommando, er wurde Kommandant der 3. Panzergrenadierbrigade. Dieses Kommando gab er 2008 an Brigadier Anton Wessely ab.
Erstmals in der Geschichte des Bundesheeres wurde Pronhagl Kommandant einer multinationalen Brigade im Auslandseinsatz. Von Dezember 2005 bis Mai 2006 führte Pronhagl die Multinationale Task Force North im Rahmen der Operation Althea in Bosnien und Herzegowina. Er war dabei verantwortlich für etwa 1.500 Soldaten aus 14 Nationen. Im September 2008 wurde er stellvertretender Chef des Stabes im Kommando Operative Führung Eingreifkräfte in Ulm.
Seit 2014 war er Leiter der Gruppe Ausbildungswesen in der Planungssektion im Bundesministerium für Landesverteidigung und Sport.
Seit dem 1. Juli 2017 ist er der 43. Kommandant der Theresianischen Militärakademie und wurde gleichzeitig zum Generalmajor befördert. Davor war er ab 1. August 2016 bereits mit der Führung der Theresianischen Militärakademie betraut.

## Privates
Karl Pronhagl ist seit 1987 verheiratet, hat zwei Töchter und wohnt in Gars am Kamp.

## Auszeichnungen und Ehrenzeichen (Auszug)
- 2007: Großes Ehrenzeichen für Verdienste um die Republik Österreich[1]
- 2007: Soldat des Jahres
- 2025: Großes Goldenes Ehrenzeichen für Verdienste um das Bundesland Niederösterreich
- Wehrdienstzeichen 1. Klasse